# Białko transbłonowe

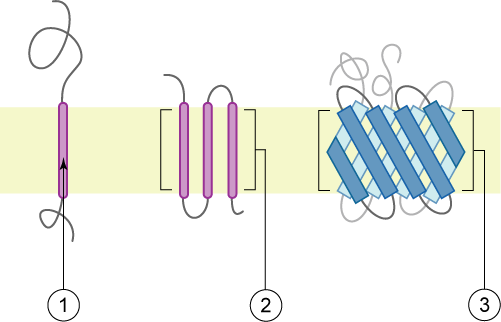
Różnego typu białka transbłonowe:
1. białko bitopowe z elementem transbłonowym opartym na motywie helisy
2. białko politopowe z elementem transbłonowym opartym na pęczku helis
3. białko z elementem transbłonowym opartym na motywie beta-baryłki

Białko transbłonowe (przezbłonowe, transmembranowe) – białko błonowe przebijające całą grubość dwuwarstwy. 
Białka transbłonowe dzieli się na:
- białka jednokrotnie perforujące błonę (białka bitopowe)
- wielokrotnie perforujące błonę (białka politopowe).

Najbardziej znanym podręcznikowym przykładem jest kompleks pompy sodowo-potasowej transportującej jony sodu (Na+) na zewnątrz i jony potasu (K+) do wnętrza komórki. Wytworzona w ten sposób różnica potencjału elektrycznego (ok. 0,2 V) powoduje aktywny stan cytoplazmy i jest podstawą reaktywności komórek. Po śmierci komórki potencjał ten spada do 0. Białka transmembranowe są podstawą konstrukcji większości receptorów znajdujących się na powierzchni komórek.